# 大宛其农场
大宛其农场，是中华人民共和国新疆维吾尔自治区阿克苏地区拜城县下辖的一个类似乡级单位。

## 行政区划
大宛其农场下辖以下地区：
托万买里村、奥吐拉买里村、阿克塔木村、阿热恰特村、科台克吐尔村、牧场村、硝尔塔木连村、南泉连村、中泉连村、煤矿村和军垦农场村。